# Кретацо (Авелино)
Кретацо је насеље у Италији у округу Авелино, региону Кампанија.
Према процени из 2011. у насељу је живело 91 становника. Насеље се налази на надморској висини од 384 м.